# Procesul Scopes
Procesul Scopes ("Procesul maimuței") se referă la o acțiune judiciară ce a avut loc la Curtea de Justiție din Dayton, Tennessee în 10 iulie 1925 care a verificat constituționalitatea unei legi aprobate pe 13 martie același an, lege care interzicea ca în învățământ să fie predate acele teorii care contrazic Biblia. Profesorul John Scopes era acuzat că predase teoria evoluționistă la o școală publică din Dayton, fapt interzis de actul Butler, primind o amendă de 100 de dolari.

## Istoricul procesului

#### William Jennings Bryan

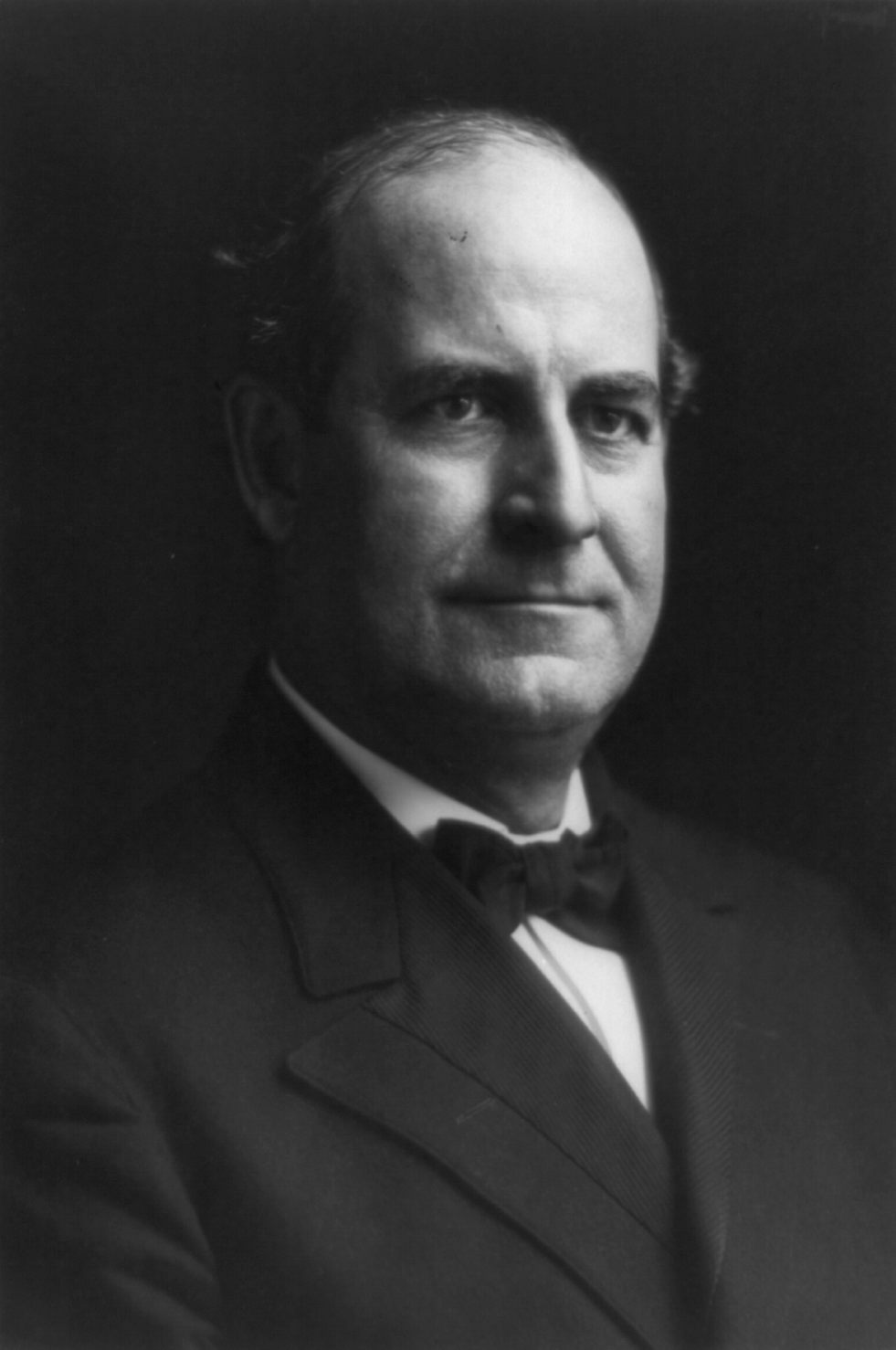
William Jennings Bryan (1860–1925), 1907.

William Jennings Bryan, un fost avocat care fusese crescut în Cumberland Presbyterian Church (arminiană, o parte din care urma să fuzioneze cu PC-SUA în 1906) și care era, de asemenea, un Bătrân (conducător prezbiterian), a fost ales în Congres în 1890, apoi a devenit candidatul prezidențial Democrat pentru trei oferte prezidențiale nereușite în 1896, 1900 și 1908. După înfrângerea din 1900, Bryan și-a reexaminat viața și a concluzionat că și-a lăsat pasiunea pentru politică să-i ascundă chemarea de creștin. Începând cu 1900, a început să țină cursuri în circuitul Chautauqua, unde discursurile sale implicau deseori teme religioase, precum și politice. În următorii 25 de ani până la moartea sa, Bryan a fost unul dintre cei mai populari lectori Chautauqua și a vorbit în fața a sute de mii de oameni.
Până în 1905, Bryan a ajuns la concluzia că darwinismul și modernismul criticii superioare erau aliați în promovarea liberalismului în cadrul bisericii, subminând astfel, în opinia sa, bazele creștinismului. În prelegeri din 1905, Bryan s-a pronunțat împotriva răspândirii darwinismului, pe care l-a caracterizat ca implicând „funcționarea legii urii - legea nemiloasă prin care mulțimea puternică i-a ucis pe cei slabi” și a avertizat că ar putea submina bazele moralei. În 1913 a devenit secretarul de stat al lui Woodrow Wilson, apoi a demisionat în 1915 pentru că el credea că administrația Wilson urma să intre Primul Război Mondial ca răspuns la scufundarea  RMS Lusitania  și s-a opus intervenției americane într-un război european.
Când SUA s-a alăturat în sfârșit Primului Război Mondial în 1917, Bryan s-a oferit voluntar pentru armată, deși nu i s-a permis niciodată să se înroleze. Într-un moment de repulsie pe scară largă față de presupusele atrocități germane, Bryan a legat evoluția de Germania, și a susținut că darwinismul a oferit o justificare pentru cei puternici să domine pe cei slabi și, prin urmare, a fost sursa militarismului german. El s-a bazat pe rapoartele entomologului Vernon Kellogg ale ofițerilor germani care discutau raționamentul darwinian al declarației lor de război, și sociologului Benjamin Kidd, cu cartea lui Știința puterii, care susținea că Filosofia lui Nietzsche reprezenta o interpretare a darwinismului, pentru a concluziona că ideile lui Nietzsche și ale lui Charles Darwin au fost impulsul naționalismului și militarismului german. Bryan a susținut că militarismul și „barbarismul” Germaniei provin din credința lor că „lupta pentru supraviețuire” descrisă în „Despre originea speciilor” a lui Darwin se aplica atât națiunilor, cât și indivizilor, și „Aceeași știință care a produs gaze otrăvitoare pentru a sufoca soldații predică că omul are o ascendență brută și elimină miraculosul și supranaturalul din Biblie.”
Bryan lupta, în esență, cu ceea ce s-ar numi ulterior darwinism social, idei sociale și economice datorate lui Herbert Spencer și Thomas Malthus decât lui Darwin și privit de biologii moderni ca o utilizare incorectă a teoriei sale. Germania, sau cam așa a susținut argumentul lui Bryan, înlocuise învățăturile lui Hristos cu filosofia lui Nietzsche bazată pe idei de supraviețuirea celui mai potrivit, iar implicația era că America va suferi aceeași soartă dacă nu va fi controlată. Această frică a fost întărită de raportul studiului psihologului James H. Leuba din 1916, indicând că un număr considerabil de studenți și-au pierdut credința în cei patru ani petrecuți în facultate.
Bryan și-a lansat campania împotriva darwinismului în 1921, când a fost invitat să țină prelegerile James Sprunt la Union Theological Seminary. La sfârșitul unuia, „Amenințarea darwinismului”, a spus că „darwinismul nu este deloc o știință; este un șir de presupuneri strânse împreună” și că există mai multă știință în Biblie „Și Dumnezeu a spus: Lasă pământul să aducă creatura vie ...” decât în toate scrierile lui Darwin. Aceste prelegeri au fost publicate și au devenit un bestseller național.
Acum, când Bryan a legat darwinismul și critica superioară ca rele gemene cu care se confruntă Biserica prezbiteriană, Harry Emerson Fosdick a răspuns apărând darwinismul, precum și critica superioară, de atacul lui Bryan. La începutul anilor 1920 Bryan și Fosdick s-au asmuțit unul împotriva celuilalt într-o serie de articole și răspunsuri în paginile New York Times.

## Procesul Maimuțelor (1925)
În același timp, deși el militase împotriva darwinismului (în mare parte fără succes) în cadrul Bisericii prezbiteriene, William Jennings Bryan încurajase parlamentarii statului să adopte legi care interzic predarea evoluției în școlile publice. Mai multe state au răspuns la apelul lui Bryan, inclusiv Tennessee, care a adoptat o astfel de lege în martie 1925. (Având în vedere contururile actuale ale controversei creație-evoluție, În multe state, în 1925, evoluția a continuat să fie predată în instituțiile administrate de biserici, în același timp în care predarea ei a fost interzisă în școlile publice de stat.)
ACLU cauta un caz de testare pentru a contesta aceste legi anti-evoluție. Acest lucru a dus la celebrul proces al lui John Scopes pentru predarea evoluției într-o școală publică din Dayton, Tennessee. ACLU a trimis renumitul avocat John Randolph Neal Jr. pentru a-l apăra pe Scopes.
Pastorul baptist William Bell Riley, fondator și președinte al World Christian Fundamentals Association, l-a convins pe William Jennings Bryan să acționeze ca avocat al acesteia. Bryan și-a invitat principalii aliați în Adunarea Generală Prezbiteriană să participe la proces cu el, dar J. Gresham Machen a refuzat să depună mărturie, spunând că nu a studiat biologia în detaliu suficient pentru a depune mărturie la proces, în timp ce Clarence Macartney a avut un angajament anterior.
Ca răspuns la anunțul că Bryan va participa la proces, avocatul de renume, agnosticul hotărât Clarence Darrow s-a oferit voluntar pentru a servi în echipa de apărare a lui Scopes.
Scena a fost astfel pregătită pentru un proces care s-ar dovedi a fi un circ media, reporterii din toată țara coborând în micul oraș de 1.900 de oameni.
Deși urmărirea penală a lui Scopes a avut succes, procesul este văzut pe scară largă ca un moment crucial în discreditarea mișcării fundamentaliste din America, mai ales după ce Darrow l-a chemat pe Bryan să depună mărturie iar acesta a părut prea puțin capabil să-și apere punctul de vedere asupra Bibliei.
Printre mass-media, cel mai puternic și în cele din urmă cel mai influent critic al lui Bryan a fost H. L. Mencken, care a raportat procesul în coloanele sale și a denunțat fundamentalismul ca fiind irațional, înapoiat și intolerant.
După cum s-a menționat mai devreme, opoziția față de darwinism a fost întotdeauna mult mai importantă pentru Bryan decât pentru alți lideri conservatori ai Bisericii prezbiteriene. Astfel, după moartea lui Bryan în 1925, dezbaterea despre evoluție, deși a rămas o problemă în cadrul politicii bisericești, nu și-a mai asumat niciodată importanța în dezbateri pe care a avut-o în timp ce Bryan era în viață. (Probabil motivul pentru care problema evoluției a obținut un statut atât de iconic în conștiința populară despre controversa fundamentalist-modernistă este că a reprezentat singurul punct în care politica interioară a bisericii s-a intersectat cu guvernul, în special școala publică, deci cu politica.)
Pe 13 mai 1925 a fost, în statul Tennessee, elaborată o lege („actul Butler”) care interzicea ca în școlile publice să fie predate teorii care vin în neconcordanță cu textele biblice referitoare la actul creației divine. "Uniunea pentru Libertățile Civile Americane" se oferă să suporte cheltuielile de judecată pentru orice persoană reclamată pe baza acestei legi.
Omul de afaceri George Rappleyea, care conducea mai multe exploatări miniere locale, își dă seama că o asemenea controversă ar putea aduce mai multă publicitate zonei Dayton. Acesta, având și acordul altor afaceriști din zonă, efectuează demersuri ca prietenul său John Scopes să predea biologia și chiar evoluționismul.
Rappleyea susținea că, deși „Actul Butler” interzicea predarea teoriei evoluției, statul cerea profesorilor să utilizeze cartea Civic Biology a lui George Hunter, care evoca teoria lui Darwin.
Scopes deveni participant activ la această înscenare ajungând până la a se autoacuza, cerând și studenților să depună mărturie împotriva lui.
Pe 24 aprilie a fost adus în fața instanței, iar trei studenți au depus mărturie împotriva sa. Pe 7 mai a fost acuzat de încălcarea Actului Butler. Evită arestarea deoarece Paul Patterson, proprietarul ziarului Baltimore Sun, plătește cauțiunea: $500.
În 1925, profesorul de biologie John Scopes a fost judecat de Tribunalul din Dayton, Tennessee (SUA), pentru că a îndrăznit să predea elevilor săi un curs despre evoluția speciilor, abătându‑se astfel de la poziția oficială a vremii, care spunea că omul era creația lui Dumnezeu. În urma unui proces îndelung mediatizat, profesorul a fost condamnat să plătească o amendă simbolică, de 110 dolari! Ulterior, însă, Curtea Supremă a anulat‑o și pe aceasta, confirmând, practic, dreptul tinerilor americani de a studia teoria evoluției speciilor în școli.